# Отесса Мошфег
Отесса Шарлотта Мошфег (англ. Ottessa Moshfegh; [oʊˈtɛsə ˈmɒʃfɛɡ]; нар. 20 травня 1981) — американська письменниця та романістка. Її дебютний роман «Ейлін» (2015) здобув премію Фонду Гемінґвея/PEN, був номінований на Букерівську премію та був фіналістом премії Національного кола книжкових критиків за художню літературу. Наступні романи Мошфег — «Мій рік відпочинку та розслаблення», «Смерть у її руках» та «Лапвона».

## Дитинство та освіта
Мошфег народилася в Бостоні, штат Массачусетс, 1981 року. Її мати народилася в Хорватії, а батько — в Ірані. Її батьки були музикантами та викладали в Музичній консерваторії Нової Англії. У дитинстві Мошфег навчилася грати на фортепіано та кларнеті.
Навчалася у Школі Співдружності в Бостоні та здобула ступінь бакалавра англійської мови в Барнард-коледжі 2002 року. Здобула ступінь магістра образотворчих мистецтв з літературного мистецтва в Браунівському університеті 2011 року. Під час навчання на магістратурі в Браунівському університеті вона викладала студентам, зокрема Антонії Ангресс, авторці роману 2022 року «Сирени та музи». Мошфег була стипендіаткою програми Воллеса Стеґнера з художньої літератури в Стенфордському університеті з 2013 по 2015 рік.

## Кар'єра
Після коледжу Мошфег переїхала до Китаю, де викладала англійську мову та працювала в панк-барі.
У свої двадцять з гаком років переїхала до Нью-Йорка. Працювала у видавництві «Overlook Press», а потім асистенткою у Джин Стайн. Захворівши на хворобу котячих подряпин, вона покинула місто та здобула ступінь магістра образотворчих мистецтв в Університеті Брауна. Упродовж цих років вона заробляла на життя продажем вінтажного одягу, який описувала здебільшого як «чайні сукні».

### Твори
2014 року видавництво Fence Books опублікувало повість Мошфег «Макґлю». «Макґлю» став першим лауреатом премії Fence Modern Prize у галузі прози.
У серпні 2015 року видавництво Penguin Press опублікувало роман Мошфег «Ейлін». Він отримав позитивні відгуки. Книжку номінували на Букерівську премію 2016 року. У книжці Ейлін, головна героїня та оповідачка, описує низку подій, що сталися багато років тому, коли вона була молодою та жила в містечку в Массачусетсі, яке вона називає «Ікс-вілль». На початку роману вона працює секретаркою у місцевій в'язниці для неповнолітніх, живе та піклується про свого батька-кривдника, поліціянта у відставці, який має алкогольну залежність та параною. У міру розвитку історії розкривається драматична ситуація, яка змушує її покинути своє життя в Ікс-віллі.
Збірка оповідань «Туга за іншим світом» вийшла в січні 2017 року.
10 липня 2018 року видавництво Penguin Press видало другий роман Мошфег «Мій рік відпочинку та розслаблення». Книжка описує молоду випускницю факультету історії мистецтв, яка проживає в Нью-Йорку понад 15 місяців, починаючи з середини червня 2000 року. Нещодавно закінчивши коледж і сумуючи через нещодавню смерть батьків, вона звільняється з роботи галеристки і зобов'язується спати впродовж року за допомоги снодійних та інших ліків, які призначив сумнівний психіатр.
Також 2018 року Мошфег написала статтю для журналу «Granta», в якій описує свій досвід спілкування з набагато старшим за неї письменником-чоловіком, коли їй було 17 років.
Мошфег часто пише статті для Paris Review і з 2012 року опублікувала у журналі шість оповідань.
У серпні 2020 року видавництво Vintage видало третій роман Мошфег «Смерть у її руках». Мошфег назвала цю книжку «історією самотності».
У червні 2022 року видавництво Penguin Press видало четвертий роман Мошфег «Лапвона», який розповідає про Марека, сина міського пастуха, який зазнав насильства, а також про інших персонажів вигаданого середньовічного маєтку Лапвона.
Мошфег написала сценарій до драматичного фільму 2022 року «Міст» разом зі своїм чоловіком Люком Ґобелом та Елізабет Сандерс. Прем'єра відбулася на Міжнародному кінофестивалі в Торонто 2022 року.
Мошфег називала поета та романіста Чарльза Буковскі одним із тих, хто вплинув на її творчість. Як і Мошфег, Буковскі створював персонажів, яких вважали соціально знедоленими та ізольованими.

## Особисте життя
Мошфег одружена з письменником Люком Б. Ґобелом, з яким познайомилася під час інтерв'ю. Подружжя мешкає у Пасадені, Каліфорнія.

## Нагороди та почесні відзнаки
- 2013–15 Стипендія Воллеса Стеґнера в Стенфордському університеті[12]
- Премія Плімптона за художню літературу 2013 року від The Paris Review за оповідання «Вдосконалення себе»[21]
- Лауреат премії Believer Book Award 2014 року за роман «Макґлю»[29]
- Стипендія колонії Макдавелла 2016 року
- Премія Фонду Гемінґвея/PEN 2016 року за роман «Ейлін»[30]
- Букерівська премія 2016 року (короткий список) роман «Ейлін»
- Фіналіст премії «The Story Prize» 2018 року за роман «Туга за іншим світом»

### Коротка проза
- Туга за іншим світом (2017)[31][32]

### Новели
- Макґлю (2014)
- Мій новий роман (2021)

## Переклади українською
- Мошфег, Отесса (2025). Мій рік відпочинку та розслаблення. Переклад: Савінова, Олена. КСД. с. 224. ISBN 9786171513631.
- Мошфег, Отесса (2019). Ейлін. Переклад: Савюк, Ірина. Vivat. с. 320. ISBN 9789669426697.